# Lactobacillus rennini
Lactobacillus rennini è una specie di batterio appartenente alla famiglia delle Lactobacillaceae.